# The Brighton Port Authority
The Brighton Port Authority eller The BPA er det seneste projekt fra den engelske DJ/ producer Fatboy Slim.
På The BPA's MySpace-side kan man læse den fiktionelle historie bag musikken og bandets herkomst.
Debutalbummet I Think We're Gonna Need A Bigger Boat udkomi 2009. På albummet optræder Fatboy Slim under sit borgerlige navn Norman Cook, og får blandt andet hjælp fra kunstnere som Iggy Pop, David Byrne, Dizzee Rascal, Martha Wainwright og Ashley Beedle.